# میتسوبیشی اف-۱
میتسوبیشی اف-۱ (به انگلیسی: Mitsubishi F-1) یک هواپیمای ساختِ کارخانهٔ صنایع سنگین میتسوبیشی و صنایع سنگین فوجی در کشور ژاپن است که در سال ۱۹۷۵–۱۹۸۷ ساخته شد. نخستین استفاده‌کنندهٔ این هواپیما نیروی هوایی دفاع از خود ژاپن بوده‌است. این هواپیما برای نخستین بار در ۳ ژوئن ۱۹۷۵ میلادی مورد استفاده قرار گرفت.این هواپیما بر اساس جنگنده تهاجمی انگلیسی-فرانسوی سپکت جگوار ساخته شده است.